# Eugène Rubens-Alcais
Eugène Rubens-Alcais, né le 7 mars 1884 à Saint-Jean-du-Gard et mort le 8 mars 1963 à Ivry-sur-Seine, est un militant sourd français dans le secteur sportif. Il est le créateur du Club Cycliste des Sourds-Muets (1899), du Club Sportif des Sourds-Muets de Paris (1911), du journal Le Sportman Silencieux (1914), de la Fédération Sportive des Sourds-Muets de France (1918, aujourd'hui fusionnée avec Le Fédération française handisport (FFH), des Deaflympics (1924), et du Comité International des Sourds Silencieux (1924, aujourd'hui Comité international des sports des sourds). Son surnom est « Le baron de Coubertin sourd », en relation avec la création des Deaflympics ; il est mondialement célèbre dans la communauté sourde.

## Biographie
Il a effectué une formation en mécanique automobile.
Il est enterré au cimetière parisien d'Ivry (5e division).

## Distinctions et récompenses
- Médaille d'honneur en or de Deaflympics en 1949[4]
- Membre honoraire à vie du Comité international des sports des sourds depuis 1953[5].